# Panneau d'interdiction aux véhicules transportant des matières dangereuses en France
Le panneau de signalisation routière français circulaire à fond blanc, bordé d’une couronne rouge et portant en son centre un pictogramme représentant un véhicule avec un chargement de couleur jaune, signale à l’usager de la route une interdiction aux véhicules transportant des matières dangereuses et signalés comme tels. Ce panneau est codifié B18c.

## Histoire
Le signal apparaît pour la première fois en 1979. Ce modèle est toujours en vigueur.

## Usage

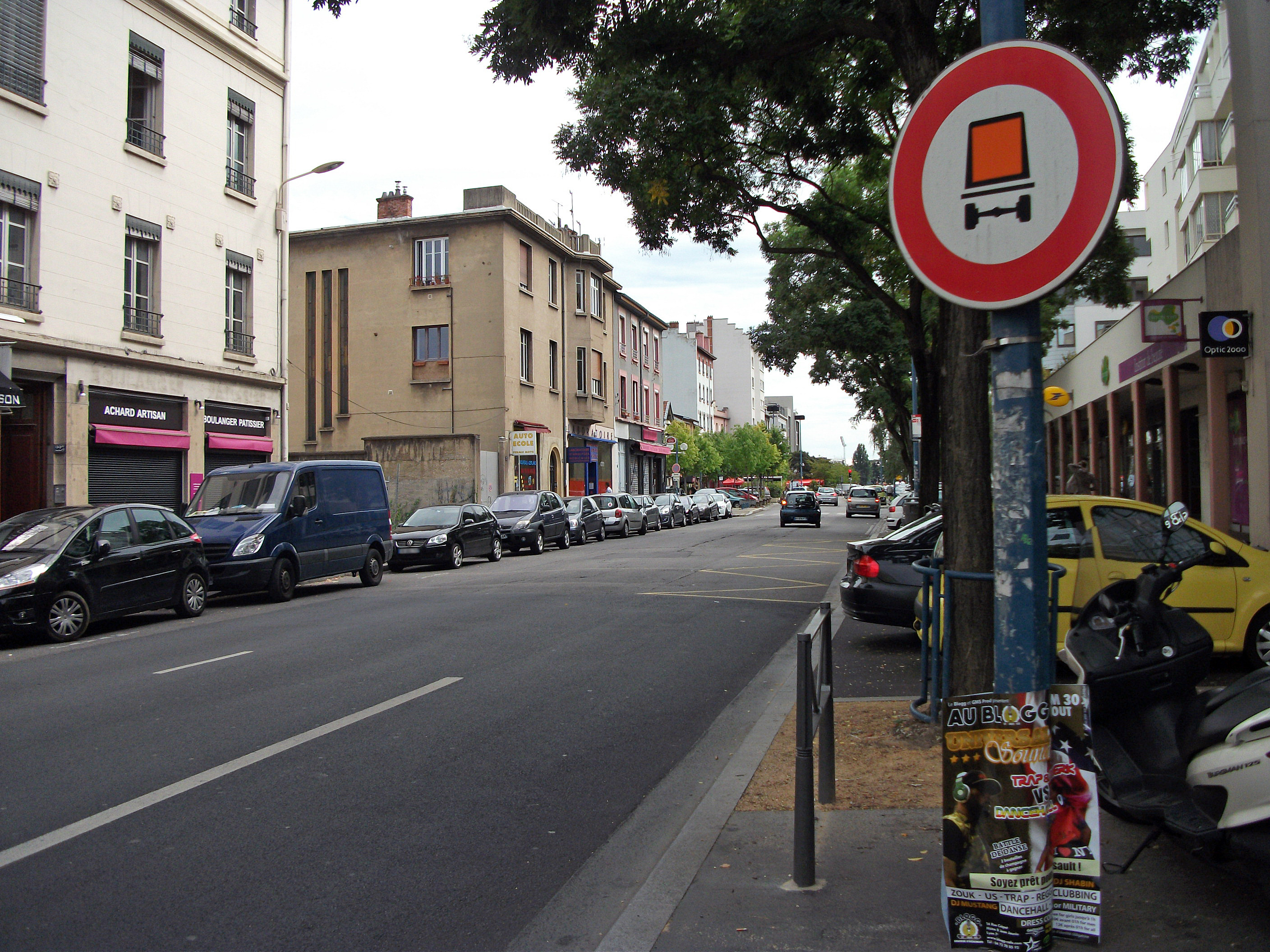
Une rue du 7e arrondissement de Lyon interdite d'accès aux véhicules transportant des matières dangereuses.

Sont soumis à l'interdiction d'accès signalée par le panneau B18c les véhicules transportant des marchandises dangereuses définies par l'arrêté du 29 mai 2009 modifié relatif au transport des marchandises dangereuses par route (dit « arrêté TMD »), et signalés comme tels.
Le panneau B18c recouvre notamment, les interdictions signalées par les panneaux B18a et B18b.
Par ailleurs, le panneau B18c peut être complété par un panonceau M4z conformément à la réglementation des transports de marchandises dangereuses dans les tunnels routiers. Le panonceau M4z indique la catégorie du tunnel routier pour lequel s'applique cette interdiction. Il est utilisé comme signalisation en position au dernier point de choix.

## Caractéristiques
Il existe cinq gammes de dimensions de panneaux de prescription.

## Implantation

### Implantation longitudinale
Les panneaux de prescription sont placés au voisinage immédiat de l'endroit où la prescription commence à s'imposer. Ils doivent être répétés après chaque intersection autre que celles avec des voies privées non ouvertes à la circulation publique ou des chemins de terre.
Le panneau de limitation de vitesse à moins de 50 km/h est, avec les panneaux AB6 et AB7, le seul panneau de prescription à être placé sur le même support que le panneau d'entrée d'agglomération. La prescription est alors applicable à toute l'agglomération.

### Distance du bord de chaussée

Implantation d'un panneau de danger sur trottoir en agglomération

Sauf contrainte de site, la distance entre l'aplomb de l'extrémité du panneau situé du côté de la chaussée et la rive voisine de cette extrémité ne doit pas être inférieure à 0,70 m.
En rase campagne, les panneaux sont placés en dehors de la zone située en bord de chaussée et traitée de telle façon que les usagers puissent y engager une manœuvre de redirection ou de freinage dite « zone de récupération », ou leur support au minimum à 2 m du bord voisin de la chaussée, à moins que des circonstances particulières s'y opposent (accotements étroits, présence d'une plantation, d'une piste cyclable, d'une voie ferrée, etc.).
En agglomération, les panneaux sont placés de manière à minimiser la gêne des piétons.
Le support d'un signal peut aussi être implanté sur une propriété riveraine ou ancré à une façade après accord du propriétaire ou par application si cela est possible en vertu du décret-loi du 30 octobre 1935 et du décret 57180 du 16 février 1957.

### Hauteur au-dessus du sol
En rase campagne, la hauteur règlementaire est fixée en principe à 1 m (si plusieurs panneaux sont placés sur le même support, cette hauteur est celle du panneau inférieur), hauteur assurant généralement la meilleure visibilité des panneaux frappés par les feux des véhicules. Elle peut être modifiée compte tenu des circonstances locales soit pour assurer une meilleure visibilité des panneaux, soit pour éviter qu'ils masquent la Circulation.
En agglomération, lorsqu’il y a un éclairage public, les panneaux peuvent être placés à une hauteur allant jusqu'à 2,30 m pour tenir compte notamment des véhicules qui peuvent les masquer, ainsi que de la nécessité de ne gêner qu'au minimum la circulation des piétons.

#### Position de la face
Le plan de face avant d'un panneau implanté sur accotement ou trottoir doit être légèrement incliné de 3 à 5° vers l'extérieur de la route afin d'éviter le phénomène de réflexion spéculaire qui peut, de nuit, rendre le panneau illisible pendant quelques secondes.

## Visibilité de nuit
Les panneaux et panonceaux de signalisation doivent être visibles et garder le même aspect de nuit comme de jour. Les signaux de danger sont tous rétroréfléchissants ou éventuellement dans certaines conditions, éclairés.
Les revêtements rétroréfléchissants doivent avoir fait l'objet, soit d'une homologation, soit d'une autorisation d'emploi à titre expérimental. La rétroréflectorisation porte sur toute la surface des panneaux et panonceaux à l'exception des parties noires.